# Stjepan Đureković
Stjepan Đureković (ur. 8 sierpnia 1926 w Bukovacu, zm. 28 lipca 1983 w Wolfratshausen) – chorwacki menedżer, dziennikarz i publicysta.

## Życiorys
Ukończył studia ekonomiczne na Uniwersytecie Belgradzkim. Zajmował stanowiska dyrektorskie w przedsiębiorstwie INA. W 1982 roku udał się na emigrację polityczną do Republiki Federalnej Niemiec. Publikował w chorwackiej prasie, krytyce poddając postaci będące u władzy w Jugosławii. W 1983 roku został zamordowany.

## Wybrane publikacje
- Komunizam, velika prevara (1982)
- Ja, Josip Broz Tito (1982)
- Sinovi orla (1983)
- Crveni manageri (1983)
- Slom ideala (1983)[1]